# ギアラ

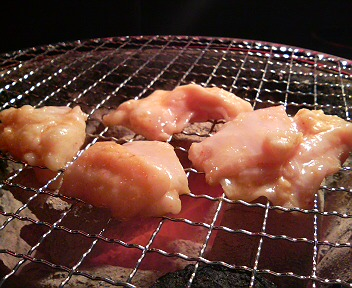
ギアラの焼肉

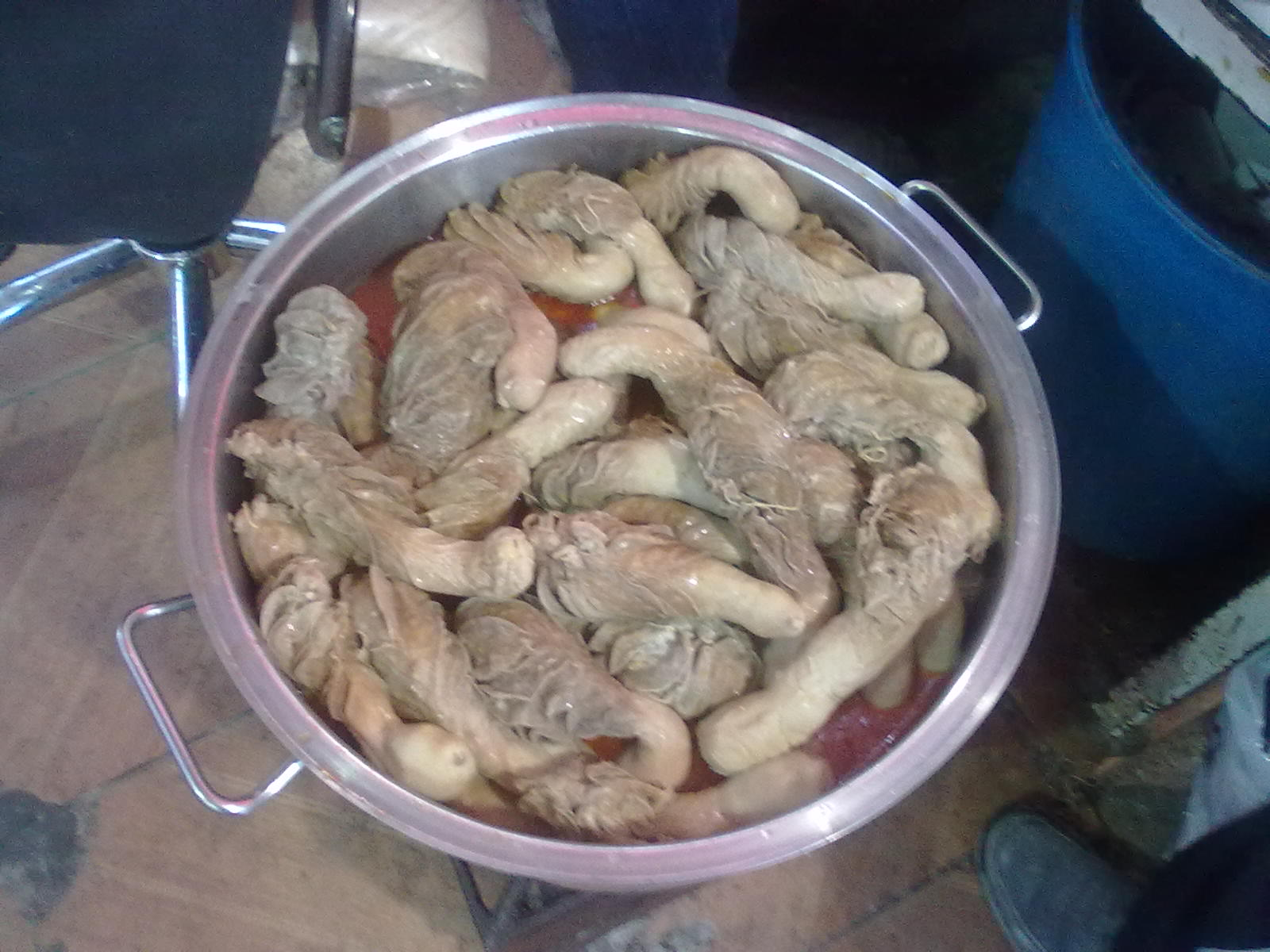
トルコ料理で肉詰めの煮込み料理シュルダン

ギアラは、牛の第四胃（しわ胃、アボマズム）の通称。ギャラ、赤センマイ、アボミ（英名の "abomasum"から）、ビチ（広島市）とも呼ばれる。ギアラの由来は「偽腹」と呼ばれていたのが訛ったとされる。

## 概要
牛の胃袋の1つだが、ミノ、ハチノスのような反芻胃ではなく、唯一胃液を分泌することから生物学的、本来的に胃と呼べる器官であり、他の3つの胃は反芻動物としての進化の過程で食道が変化したものである。仔牛の生誕時には4つの胃袋のうちの約70%の体積を占め、成長とともに反芻胃の割合が大きくなっていく。
仔牛の時期は、レンネット（キモシン）と呼ばれる凝乳酵素が分泌されており、反芻胃を迂回して送り込まれた母乳のカゼインの特定部位のペプチド鎖を加水分解によって切り離してゲル化を促し、これがさらに他のタンパク質分解酵素による消化を経てゾル化するのを待ってから、胃での消化完了を検知するようになっている。この反応を利用したものが、チーズ製造におけるカード生成である。

## 食材
ほのかに赤みがかった色をしており、食用としては主に焼肉として食される。脂肪が適度に付いて甘く、食感も歯応えがあり美味とされる。